# ماسايناس
ماسايناس (بالإنجليزية: Masainas)‏، هي بلدية، في مقاطعة جنوب سردينيا في منطقة سردينيا الإيطالية، وتقع على بعد حوالي 45 كيلومترا (28 ميلا) جنوب غرب كالياري وحوالي 15 كم (9 ميل) جنوب شرق كاربونيا.

## السكان
في سنة 1861 بلغ عدد السكان 626 نسمة، وتطور العدد ليصل في سنة 2011 لـ 1٬350 نسمة.
يظهر هذا المخطط البياني تطور النمو السكاني لـ ماسايناس